# Staw Wędkarski
 Staw Wędkarski (często błędnie Jezioro Uroczysko) – sztuczne jezioro w Szczecinie, położone w północno-zachodniej części miasta, w bliskim sąsiedztwie Jeziora Głębokiego, przy DW115.

## Charakterystyka
Zostało wykopane na początku lat 70. XX w., przepuszczono przez nie wtedy część wód Osówki i skierowano do Jeziora Głębokiego. Zbiornik z czasem zarybiono.
Staw często mylnie określa się jako Uroczysko, które już istnieje w Dolinie Siedmiu Młynów.
W pobliżu zbiornika przebiegają szlaki turystyczne:  Szlak Pokoju oraz  Szlak Puszczy Wkrzańskiej.

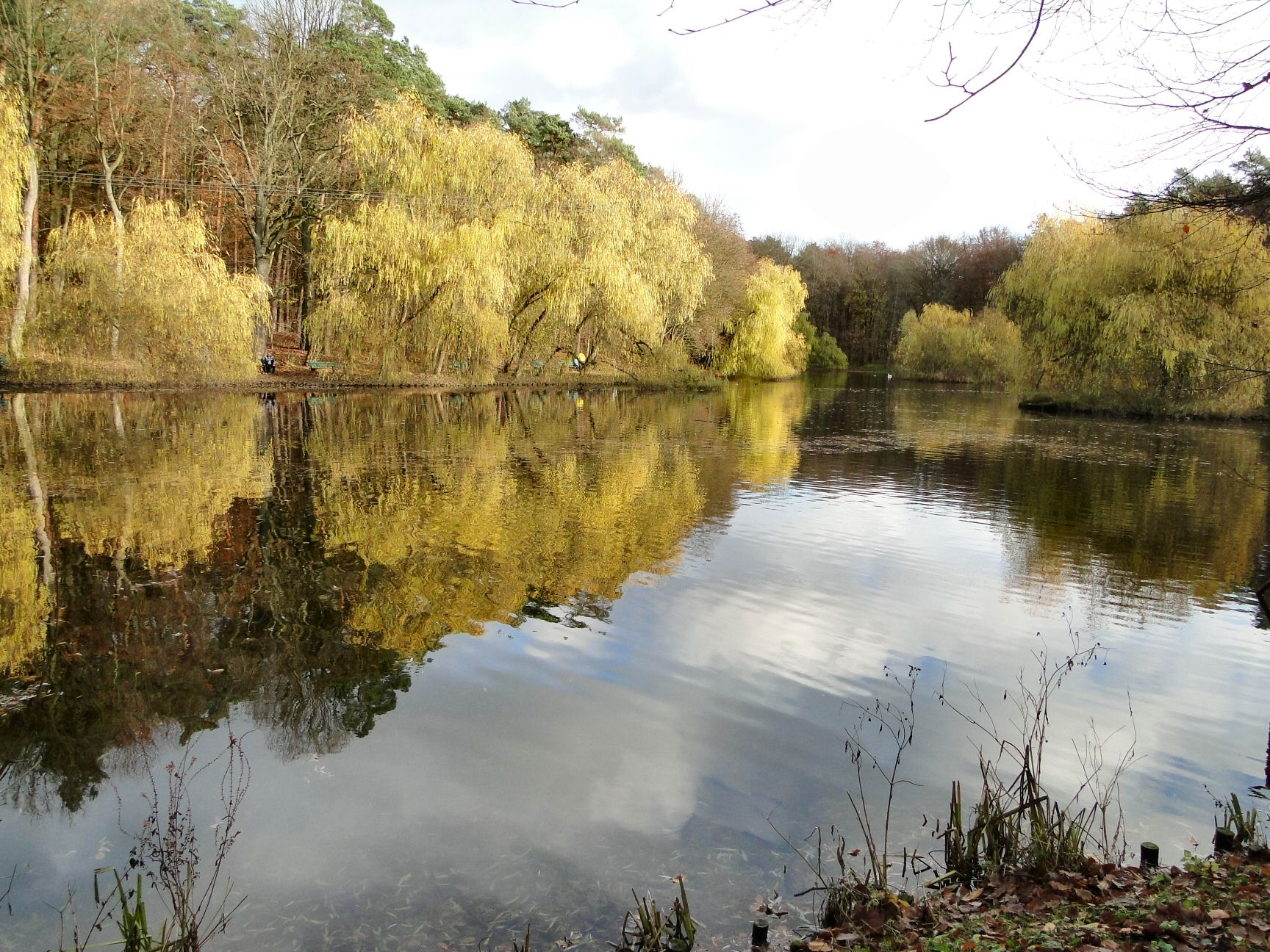